# Chmurny Kukułczyn
Chmurny Kukułczyn lub Kukułczyn, Chmurokukułków (grec. Νεφελοκοκκυγία Nephelokokkygia) – nazwa bajecznego podniebnego miasta z komedii Ptaki Arystofanesa.
W języku angielskim cloud-cuckoo-land oznacza nierealny stan lub krainę, gdzie wszystko jest doskonałe; zwrot ten odnosi się zwłaszcza do czyjegoś niemądrego zachowania lub poglądów. W języku polskim to synonim idealistycznych planów zreformowania świata, projektów utopijnych, wizjonerskich.